# Susanne Heering
Susanne Heering, født Mørch (født 12. oktober 1938 i Aalborg) er en dansk balletdanser og balletskoleejer, gift med Peter Heering.
Siden hun var ganske ung har Heering danset ballet. Hun blev elev hos Ulla Poulsen Skou, men blev efter studentereksamen og et ophold i Schweiz uddannet lægesekretær. I 1980 etablerede hun egen balletskole i Næstved og København for hhv. børn og voksne. 
Sideløbende med sin professionelle karriere har hun haft et stort socialt engagement. I 1976 var hun medstifter af opholdshjemmet Østerled for psykisk udviklingshæmmede, som hun var bestyrelsesformand for i en årrække. Hun var genmem 25 år medlem af Børneringens hovedbestyrelse og i ti år formand for Vuggestuen Lyrskov i København. Siden 2002 har hun været formand for præsident for både Landsforeningen mod Spiseforstyrrelser og Osteoporoseforeningen. 
Siden 2002 har hun været Ridder af Dannebrog. 
Siden 25. august 1962 har hun været gift med Peter Heering. Parret har fire børn.
I 2008 udkom biografien Fru H, der er skrevet af Kirsten Jacobsen og handler om Heerings liv og hendes mangeårige venskab med Margrethe 2..